# Komsomol'skij
Komsomol'skij är en udde i Antarktis. Den ligger i Östantarktis. Norge gör anspråk på området.
Terrängen inåt land är mycket platt, och sluttar norrut. Trakten är obefolkad. Det finns inga samhällen i närheten.